# ديتريش مولر
ديتريش مولر (بالألمانية: Dietrich Möller)‏ هو سياسي ألماني، ولد في 3 نوفمبر 1937 في ألمانيا. حزبياً، نشط في الاتحاد الديمقراطي المسيحي. انتخب عمدة وانتخب عضو البرلمان هسه.